# Xacobe Casal Rey
Xacobe Casal Rey, mort a la Corunya el 20 d'abril de 1955, fou un periodista i escriptor gallec.

## Trajectòria

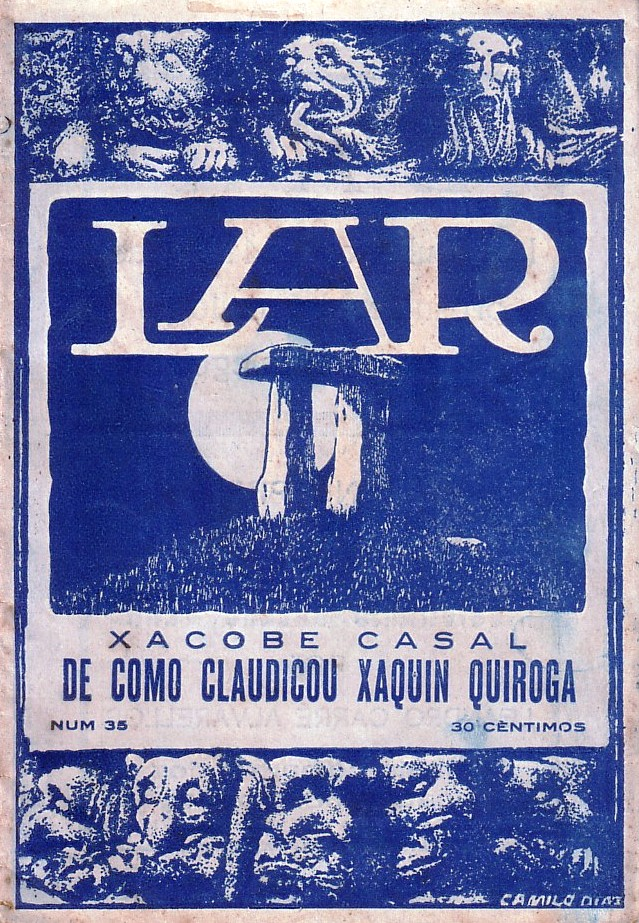
De como claudicou Xaquín Quiroga.

Va ser professor de càlcul mercantil. Va ser director-gerent de la revista Vida (1920-1921), va col·laborar a El Pueblo Gallego i va escriure algunes obres de teatre i el llibre de contes De como claudicou Xaquín Quiroga, publicat a Lar. Empleat de Caixa de Aforros da Coruña, durant la II República fou secretari general de la Federació Gallega de Caixes d'Estalvis.

## Obres
- Limpa, fixa e dá esprendor, representada al Teatre Rosalía de Castro de Corunya el 12/4/1919.
- No íntimo, també estrenada el 1919 i publicada el 1924.
- O camiño, comèdia.
- Com va morir Xaquín Quiroga, 1927.[2]
- La Corunya i la seva província, amb Ángel del Castillo, Moret, 1930, llibre d'informació turística (castellà) .

## Vida personal

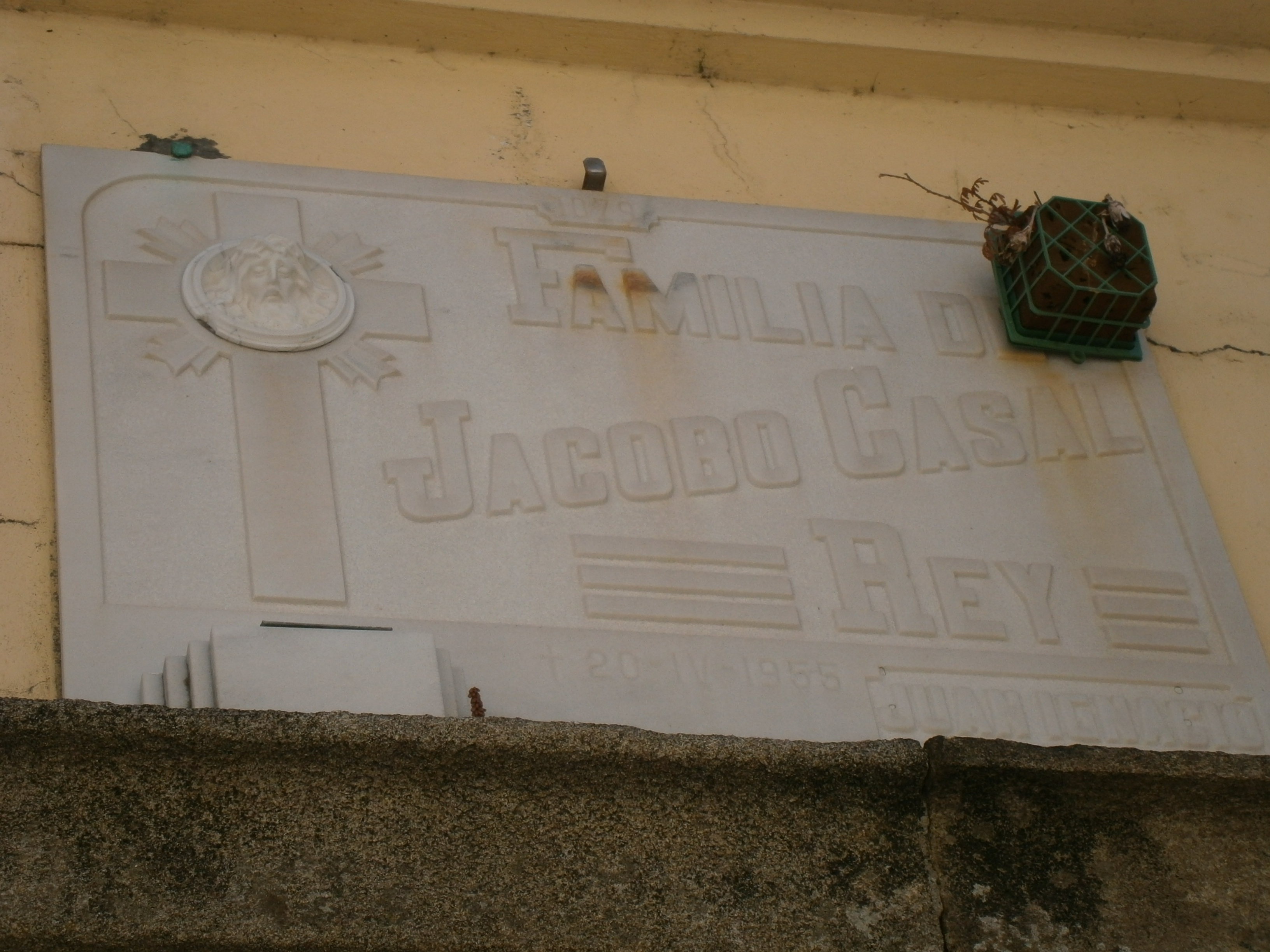
Tomba de Xacobe Casal al cementiri de Santo Amaro da Coruña.

Es casà l'any 1915 amb María Pardo Pernas i fou pare de Xohán Casal.